# Gerhard Stamp
Gerhard Stamp (3 de Junho de 1920 – 21 de Maio de 1998) foi um piloto alemão da Luftwaffe durante a Segunda Guerra Mundial. Durante a guerra, Stamp atacou diversos navios mercantes aliados, afundando um total de 35mil toneladas; uma das suas vítimas foi o navio britânico HMS Defender (H07), contudo também destruiu inúmeros tanques e veículos terrestres.
Também é creditado por danificar navios num total de 45mil toneladas danificadas. Como piloto em combates aéreos, ele abateu quatro aeronaves inimigas, três de noite e um bombardeiro quadrimotor durante o dia.
Depois da guerra, fez parte das forças armadas da Alemanha Ocidental entre 1956 e 1978.